# Dražan Jerković
Dražan Jerković (Šibenik, 1936. augusztus 6. – 2008. december 9., Zágráb) jugoszláv válogatott labdarúgó, edző.

## Sikerei, díjai
Jugoszlávia
- Európa-bajnoki ezüstérmes: 1960

## Fordítás
- Ez a szócikk részben vagy egészben  a   Dražan Jerković) című angol Wikipédia-szócikk fordításán alapul.  Az eredeti cikk szerkesztőit annak laptörténete sorolja fel. Ez a jelzés csupán a megfogalmazás eredetét és a szerzői jogokat jelzi, nem szolgál a cikkben szereplő információk forrásmegjelöléseként.